# Bainguis
Bainguis (bayingyi) ou luso-birmanês, é um subgrupo luso-asiático parcialmente descendente de mercenários portugueses em Mianmar (anteriormente Birmânia) durante os séculos XVI e XVII. Foram recrutados para o corpo de mosqueteiros e artilharia das Forças Armadas Reais da Birmânia e, após séculos de assimilação no Vale Mu, particularmente na região de Sagaingue, são parte do grupo étnico dominante localmente, os birmaneses, mantendo no entanto uma identidade portuguesa e religião católica romana.

Galhardete da Artilharia Real Birmanesa de 1853 (Formada por bainguis)

Os Luso-descendentes eram conhecidos pelas suas características caucasianas, como "bainguis", mas o uso diário do termo, juntamente com a aparência europeia dos Bayingyi, é hoje infrequente devido à forte miscigenação com os Bamar. O termo “baingui” derivou da expressão árabe feringui (Feringhi) ou franco (frank), usada para descrever geralmente qualquer europeu ocidental, com a palavra sendo difundida na Ásia por Muçulmano do Médio-Oriente para descrever os invasores cristãos da Europa durante as Cruzadas.
Durante os séculos XVI e XVII, as forças armadas reais da Birmânia recrutaram um corpo inteiro de mercenários europeus e muçulmanos, devido à experiência em artilharia e mosquetes, decisiva para os birmaneses na guerra. Em meados do século XVII, os mercenários, que se revelaram politicamente perigosos e caros, foram substituídos por canhoneiros e armeiros no sistema ahmudan militar birmanês. No entanto, os homens que substituíram os mercenários eram eles próprios descendentes dos mercenários europeus estabelecidos em povoados hereditários da Alta Birmânia (nas planícies de Sagaingue), onde continuaram a praticar a sua própria religião, o (catolicismo romano) e seguir seus próprios costumes portugueses. Remontando a esses contactos e presença de Jesuítas portugueses, existem alguns préstamos lexicais no birmanês como por exemplo:
| Palavra em birmanês | Palavra em português |
| ------------------- | -------------------- |
| bicakuat            | biscoito             |
| bolon               | bola, balão          |
| lelain              | leilão               |
| nanap               | ananás               |
| Natatu              | Natal                |
| taulyia             | toalha               |
| thabon              | sabão                |
| waranta             | varanda              |

## Filipe de Brito e Nicote, e o desenvolvimento da identidade baingui

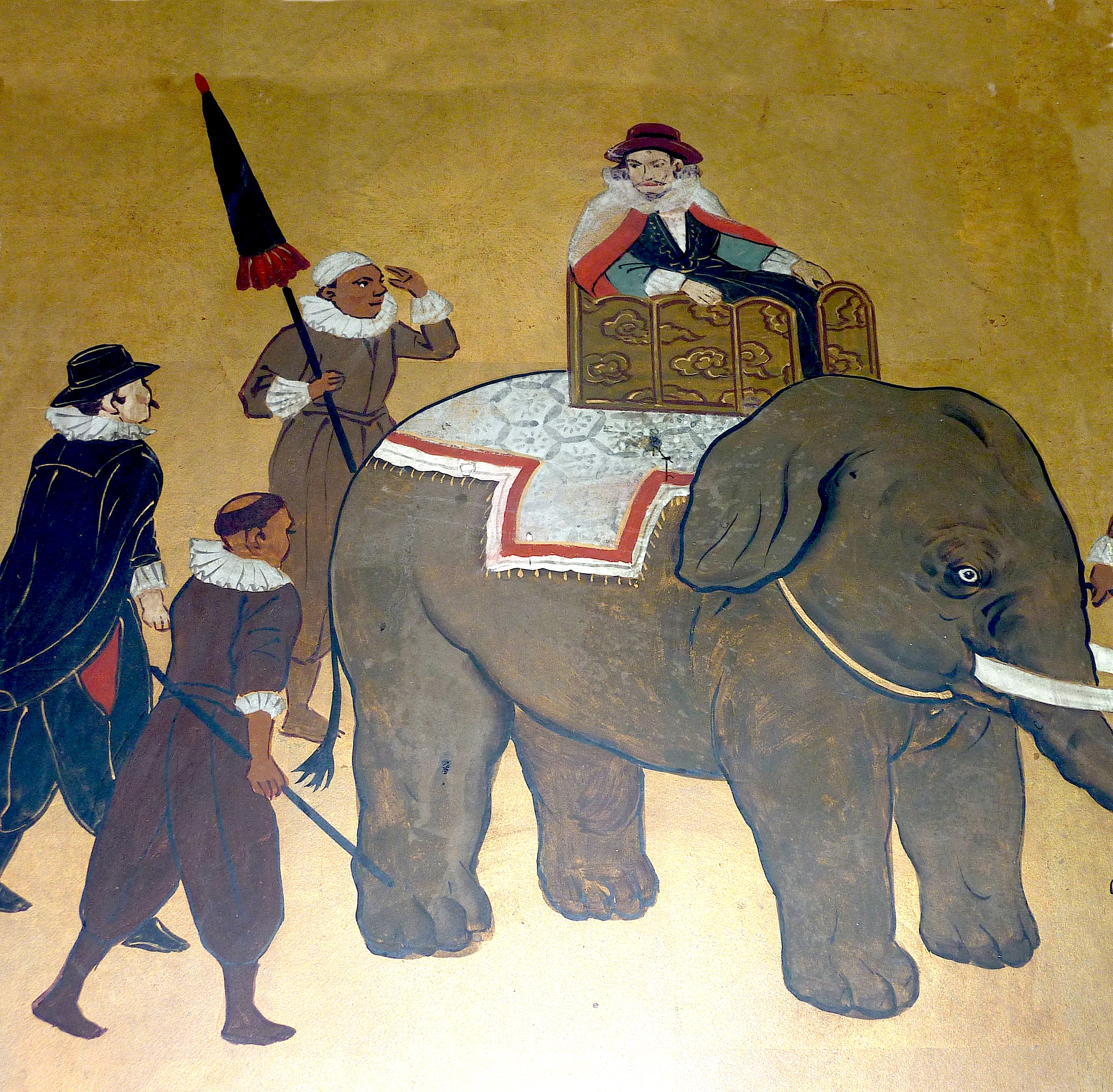
Filipe de Brito, mercenário português e governador de Sirião, Birmânia, cerca de 1600

Um dos aventureiros portugueses mais conhecidos foi Filipe de Brito e Nicote, que serviu o rei arracanês Min Razagyi. Em 1599, de Brito tornou-se governador de Sirião, um porto importante nas margens do rio Bago, hoje o distrito de Thanlyin, em Sirião, onde as ruínas da primeira igreja católica do país podem ser visitadas.
Em abril de 1613, o então infame guerreiro Filipe de Brito e Nicote (conhecido como Nga Zinga na Birmânia) foi empalado numa estaca em Sirião. 
Brito, foi o personagem mais "colorido" e trágico dos aventureiros portugueses: Começou e viveu na pobreza em Lisboa, serviu o rei de Arracão como mercenário e tornou-se senhor de Sirião. Grande amigo e aliado era o famoso príncipe, poeta e jogador de pólo birmanês Natshinaung de Toungoo. Juntamente com uma tripulação heterogénea de portugueses, africanos e malabaris, estes tentaram em vão defender Sirião contra forças muçulmanas birmanesas e deccani, do rei Anaukpetlun de Ava. Eventualmente, De Brito foi capturado, despido e no topo duma colina, a vários quilómetros da atual Rangum, foi empalado numa estaca de ferro. Durante três dias, sobreviveu em agonia, o seu domínio arruinado. Os seus súbditos e seguidores foram dispersos pelos vilarejos bainguis do vale Mu e a sua bela e exótica esposa, a meia-javanesa Dona Luísa de Saldanha, sobrinha de Aires de Saldanha, o 17.º Vice-Rei da Índia; vendida como escrava no mercado de Ava.

## População

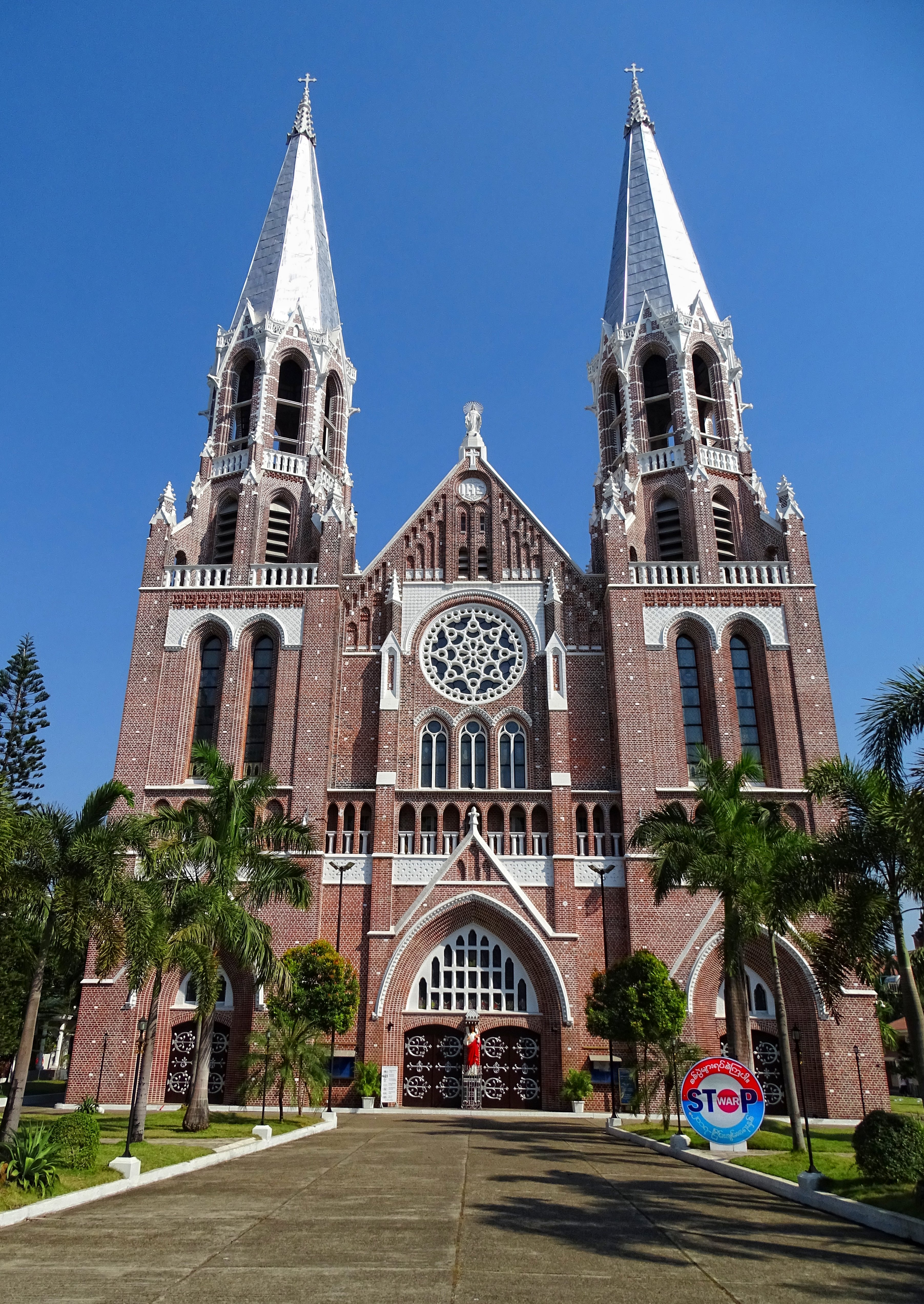
Catedral de Santa Maria, uma igreja católica em Rangum, Mianmar (Birmânia)

Um recenseamento populacional de 1830 colocou a população dos bainguis à volta de 3.000, perfeitamente possível encontrar esta ascendência portuguesa pois uns 5.000 aventureiros e mercenários portugueses estabeleceram-se em Mianmar. Como referido, séculos de inter-casamento deixaram os bainguis mais ou menos assimilados no grupo étnico Bamar de Mianmar, mas mantendo um sentimento de identidade portuguesa  e a religião católica romana. A estimativa de pelo menos 3.000 pessoas bainguis, luso-birmaneses de qualquer origem, é plausível, pois há uns supostos 750.000 católicos em Mianmar - aproximadamente 1% da população total e, embora muitos dos católicos possam resultar da era colonial, muitos deles têm algum grau variante de ascendência portuguesa.